# Opérateur (symbole)
Pour les articles homonymes, voir Opérateur.
Ne doit pas être confondu avec Opérateur linéaire.
 (juin 2017).
Si vous disposez d'ouvrages ou d'articles de référence ou si vous connaissez des sites web de qualité traitant du thème abordé ici, merci de compléter l'article en donnant les références utiles à sa vérifiabilité et en les liant à la section « Notes et références ».
En mathématiques et dans les langages de programmation, un opérateur est un symbole (ou une chaîne de caractères) spécifiant une opération. Les arguments de l'opérateur sont des emplacements pour les termes sur lesquels il agit, en général à gauche et à droite (notation infixe), à l'intérieur de parenthèses (notation fonctionnelle), au-dessus ou en dessus (notamment pour des opérateurs diacritiques), parfois en indice ou en exposant.

## Origines
Un opérateur de soustraction est présent dans les écrits de Diophante sous la forme d'un « ψ » (psi) inversé. Les signes « + » et « − » (plus et moins) sont employés pour les opérateurs de l'addition et de la soustraction dès la fin du XVe siècle. L'opérateur de la multiplication est passé du « M » de Michael Stifel à in chez François Viète (ou il agit pour la première fois entre deux lettres), puis à la croix chez William Oughtred ; le point étant introduit par Leibniz. L'opérateur de division « ÷ » provient de Johann Heinrich Rahn, la version sans barre horizontale « : » étant de Leibniz également. Le signe radical « √ », opérateur de la racine carrée, est dû à Léonard de Pise.
En théorie des ensembles, les opérateurs d'union et d'intersection étaient d'abord notés comme ceux de l'addition et de la multiplication, avant d'être remplacés par les symboles « ∪ » et « ∩ » de Peano, un temps concurrencés par « ∨ » et « ∧ ».